# Мчади

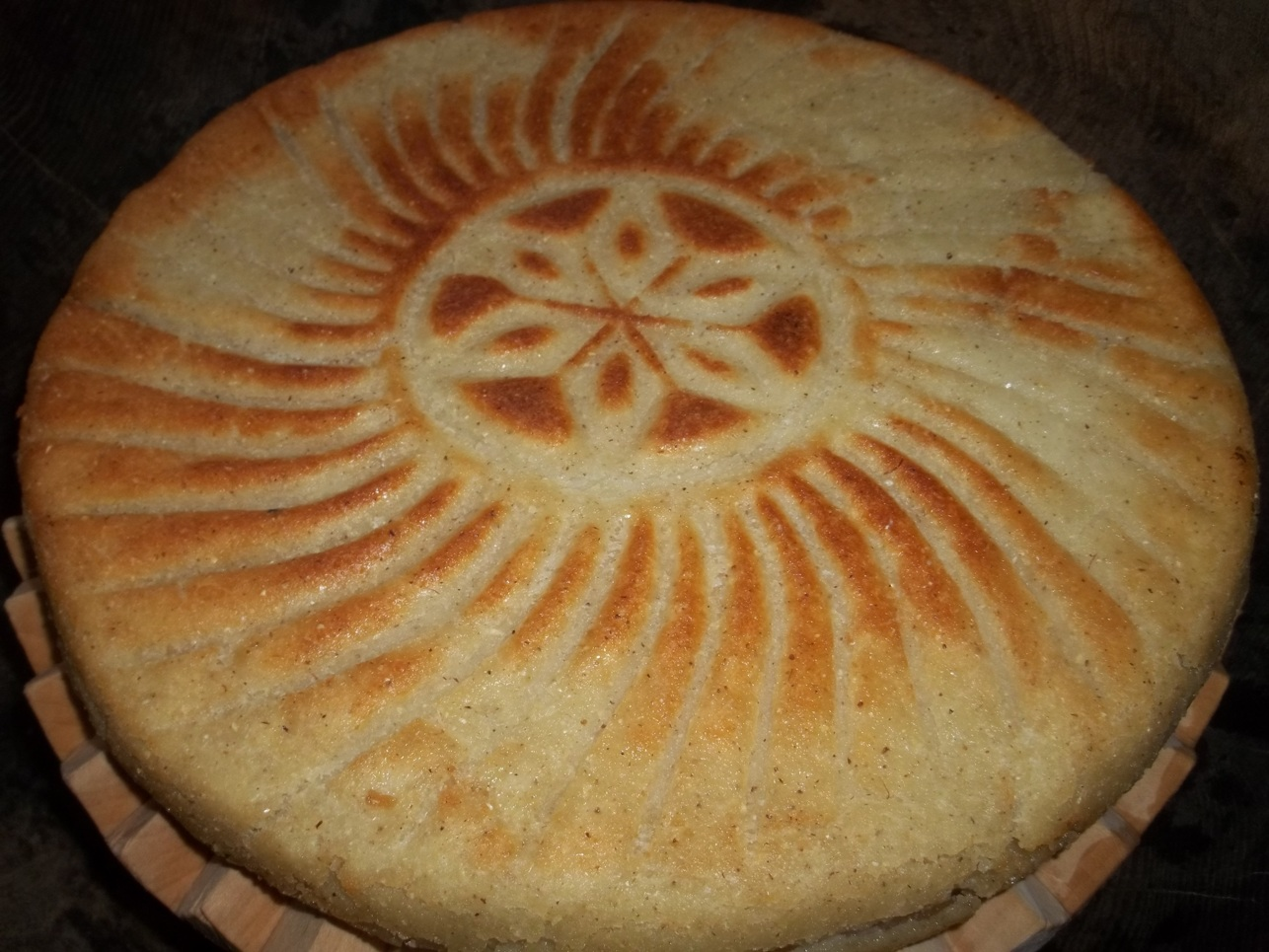
Рачинские мчади с ветчиной

Мчади (груз. მჭადი; мегр. ჭკიდი) — грузинская кукурузная лепёшка, употребляемая в Западной Грузии в качестве хлеба, так же как и гоми. Может выступать и в качестве самостоятельного блюда.
Также может называться — чади (груз. ჭადი).

## Описание
Лепёшка мчади пресная и по консистенции — плотная. При еде ломается руками.
Выпекается из кукурузной муки и воды. Может содержать начинки: либо имеретинский сыр, либо отварную фасоль с добавлением репчатого или зелёного лука и зелени кинзы и петрушки. В Сванетии распространены мчади с сыром, если он несолёный, в тесто добавляется соль. В Верхней Сванетии такие лепешки называются чвиштари, в Нижней Сванетии — лукнари.
Выпекается (жарится на масле) традиционно в глиняной сковороде кеци. В настоящее время мчади также может готовиться в чугунной сковороде, или на противне в духовом шкафу, или печи.
По древнему грузинскому обычаю матери готовили детям кукурузные лепешки с отпечатком своей руки «дедис хели» (рука матери), такие лепешки брали в дальнюю дорогу.

## Мчади в литературе
Мчади находит место и в литературных произведениях. Так грузинский писатель Нодар Думбадзе в своём романе «Я вижу солнце» описывает процесс приготовления мчади, а также сравнивает его с Солнцем, Луной, мельничным жёрновом и точильным камнем. Поэт Важа-Пшавела в своей «Рождественской истории» (груз. საშობაო ამბავი) рассказывает, как радуется мчади голодный человек.